# ۱۱۲۱ (قمری)
۱۱۲۱ (قمری)، هزار و صد و بیست و یکمین سال در گاهشماری هجری قمری است. اول محرم این سال برابر با سیزدهم مارس سال ۱۷۰۹ میلادی است.